# Али ибн Саид
Сеи́д сэр Али́ ибн Саи́д аль-Бусаи́д (1854 — 5 марта 1893) — султан Занзибара в 1890—1893 годах.

## Биография
Али ибн Саид был младшим сыном Саида ибн Султана — последнего султана объединенного Омана. В 1890 году он стал четвертым султаном Занзибара. На этом месте ему предшествовали старшие братья: Маджид, Баргаш и Халифа ибн Саиды.
Вскоре после вступления на престол Али ибн Саид был удостоен британской награды — Ордена Звезды Индии. В этом же году, подталкиваемый Великобританией, он был вынужден принять конституцию Занзибара. Так султанат стал конституционной монархией. Кроме того, по англо-германскому Занзибарскому договору 1890 года Британская империя получила протекторат над султанатом. При премьер-министре Занзибара появился британский консультант.
В 1892 году султанат Занзибар лишился последних территорий на Африканском континенте: Италия принудила Али ибн Саида к передаче занзибарских городов в Восточной Африке (включая Могадишо) в состав Итальянского Сомали.
Ввиду того, что в 1891 году Оман также стал протекторатом Великобритании, после смерти Али ибн Саида в 1893 году султаном стал его дальний родственник из другой ветви династии Бу-Саиди — пробритански настроенный Хамад ибн Тувайни.